# František Nušl
František Nušl (Jindřichův Hradec, 3 dicembre 1867 – Praga, 17 settembre 1951) è stato un astronomo e matematico ceco.

## Biografia
Dopo il liceo a Jindřichův Hradec, ha studiato fisica e astronomia a Praga, dove ha incontrato tra gli altri il futuro presidente della Cecoslovacchia, T.G. Masaryk, il linguista Jan Gebauer e lo storico Josef Goll, con il quale ha collaborato all'enciclopedia di Otto. Dopo il 1893 insegnò matematica in varie scuole superiori e entrò in contatto con J.J. Frič, un produttore di strumenti di precisione. Nel 1898 Frič acquistò un grande appezzamento di terreno a Ondřejov, 50 km a sud-est di Praga, e vi costruì un osservatorio astronomico. Dal 1904 Nušl è stato professore assistente di astronomia all'Università Carlo di Praga e dopo il 1908 professore di matematica all'Università Tecnica Ceca di Praga (ČVUT). Nel 1917 Nušl fu tra i fondatori della Società Astronomica Ceca, di cui sarebbe diventato presidente in seguito. Nel 1928 Frič dedicò il ben attrezzato Osservatorio di Ondřejov all'Università Carolina e allo Stato cecoslovacco e Nušl ne divenne il primo direttore. È stato membro e temporaneamente vicepresidente dell'Unione Astronomica Internazionale e ha partecipato alla creazione del popolare Osservatorio astronomico Štefánik sulla collina di Petřín a Praga. Nušl era un musicista di talento, suonava la viola ed era membro di un coro di Praga. Era sposato e aveva tre figli.

## Attività
Nušl era uno sperimentatore molto dotato, particolarmente interessato all'ottica geometrica e agli strumenti geodetici. Il suo circumzenitale, sviluppato congiuntamente con Frič, era un ingegnoso strumento portatile utilizzato per determinare con precisione le coordinate geodetiche. Il metodo si basava sulle proprietà della superficie del mercurio e consentiva di stabilire coordinate locali con un errore di circa 10 m, superato solo molto più tardi dalla navigazione satellitare. Per ridurre l'errore causato dall'osservatore, Nušl ha sviluppato un "micrometro impersonale": invece di premere un pulsante nel momento del passaggio di una stella, l'osservatore imposta lo strumento per seguire esattamente il movimento della stella e il momento del passaggio viene segnalato automaticamente.

## Premi e riconoscimenti
- Dal 1999, il František Nušl Award viene assegnato dalla Società Astronomica Ceca come premio alla carriera.
- L'asteroide 3424 Nušl è stato denominato in suo onore.
- Da lui prende il nome il cratere Nušl sulla Luna.
- L'osservatorio astronomico della sua città natale Jindřichův Hradec porta il suo nome.